# Robert Durst

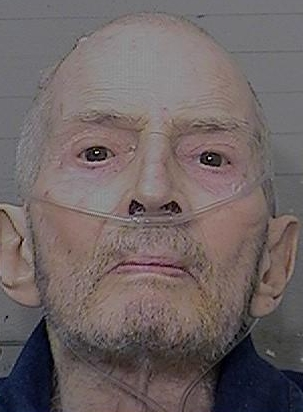
Robert Durst (2021)

Robert Alan Durst (* 12. April 1943 in New York City, New York; † 10. Januar 2022 in Stockton, Kalifornien) war ein amerikanischer Geschäftsmann und verurteilter Mörder.

## Werdegang
Robert Durst war das älteste von vier Kindern des New Yorker Immobilienunternehmers Seymour Durst († 1995) und von Bernice Herstein Durst (6. September 1918 bis 8. November 1950). Sein Bruder Douglas Durst ist seit 1992 Chef der Durst Organization. Diese Firma besitzt elf Wolkenkratzer und ist am Gebäude One World Trade Center beteiligt; ihr Vermögen betrug laut Forbes 2020 über 8 Milliarden Dollar. Robert Durst war Multimillionär; Schätzungen beziffern sein Vermögen auf 65 bis etwa 100 Millionen US-Dollar.
Robert Durst verlor mit sieben Jahren seine Mutter. Er besuchte die Scarsdale High School und studierte an der Lehigh University Wirtschaft, worin er 1965 den Abschluss machte. Danach ging er für ein Doktorandenprogramm an die University of California in Los Angeles. Hier lernte er die Journalistin Susan Berman kennen, sie wurde auch als Dursts inoffizielle Pressesprecherin gesehen. 1969 kehrte er nach New York zurück, wo er 1971 die Zahnpflegerin Kathleen McCormack kennenlernte. Er hatte ein Geschäft All Good Things in Vermont. 1973 heiratete er McCormack und kehrte auf Wunsch seines Vaters nach Manhattan zurück, um dessen Geschäfte mit Wolkenkratzern zu unterstützen. Er lebte genügsam, fuhr in dieser Zeit einen VW Käfer, ging aber auch gern mit Freunden in Top-Restaurants essen. Anfang 1982 verschwand seine Frau, die ein Medizinstudium begonnen hatte. Erst Ende 1983 erschien er wieder an seinem Arbeitsplatz. Er erstattete eine Vermisstenanzeige, ließ sich dann 1990 „in absentia“ scheiden. Etwa seit dieser Zeit bewegte er sich zwischen Kalifornien, Connecticut, Texas und Manhattan. Als 1991 klar wurde, dass sein Vater seinem Bruder Douglas die Nachfolge des Familien-Imperiums übergeben würde, erschien er nach Angaben der Familie nicht mehr in der Firma. 1995 besuchte er seinen Vater auf dem Totenbett, kam aber nicht zu dessen Beerdigung.
Nachdem ihm Ende Oktober 2000 bekannt geworden war, dass die Untersuchungen zum Verschwinden seiner Frau Kathie McCormack erneut aufgenommen werden, heiratete er Anfang Dezember 2000 in New York Debrah Lee Charatan. Im gleichen Monat wurde seine langjährige Wegbegleiterin Susan Berman erschossen. Bald darauf setzte er sich nach Galveston (Texas) ab. 2006 kaufte die Familie Durst ihm seine Firmenanteile ab. Nachdem 2010 ein fiktionaler Kinofilm über ihn erschienen war, ließ Durst sich 2015 für eine TV-Serie interviewen, um sich zu entlasten. Als er während einer Pause der 25-stündigen Dreharbeiten bei noch eingeschaltetem Mikrofon die Waschräume aufsuchte, murmelte er: „Was habe ich nur getan? Ich habe sie natürlich alle getötet.“ Dies wurde als eine Art Mordgeständnis bewertet und Durst noch vor der Ausstrahlung in New Orleans festgenommen. Aufgrund von Selbstmordgefahr wurde er noch im März 2015 in die Gefängnispsychiatrie verlegt. Es gab auch Menschen, die Durst für exzentrisch, aber nicht für gewalttätig hielten, sogenannte „Durstheads“. Ende Oktober 2018 erfolgte seine Anklage im Mordfall Susan Berman. Das Verfahren zog sich aufgrund der Behandlung von Dursts Blasenkrebs in die Länge. Im Oktober 2021 wurde er zu lebenslanger Haft ohne Bewährung verurteilt. Das Magazin Stern berichtete Anfang November 2021, dass das „Geständnis“-Zitat offenbar bearbeitet war.
Nach einer Infektion mit SARS-CoV-2 im Herbst 2020 blieb Durst dauerhaft krank. Am 10. Januar 2022 starb er während seiner Haft im Alter von 78 Jahren im San Joaquin General Hospital in der kalifornischen Stadt Stockton.

## Morde
Durst war beschuldigt, drei Personen in verschiedenen Bundesstaaten der USA ermordet zu haben:
- Kathleen McCormack Durst, seine erste Frau, die er 1973 geheiratet hatte und die nach zunehmender häuslicher Gewalt[2] 1982 in New York verschwand. Ihre Leiche wurde nie gefunden, sie wurde 2017 für tot erklärt.[7]
- Die Journalistin Susan Berman, seine langjährige Freundin, die im Dezember 2000 in ihrem Haus in Los Angeles erschossen wurde, kurz bevor sie von der New Yorker Polizei zum Verschwinden von Kathleen McCormack Durst befragt werden sollte.[6] Durst war nachweislich in dieser Zeit in Kalifornien.[13] Detektive, die ihn in Galveston befragten, fanden in seinem Wagen eine Waffe desselben Kalibers, wie sie beim Mord von Berman benutzt worden war.[2] Es konnte jedoch nicht bewiesen werden, dass die Kugel, die Berman tötete, aus Dursts Waffe stammte.[13]
- Seinen 71-jährigen[22] Nachbarn Morris Black, der 2001 in Texas ermordet wurde.[17]

In einem ersten Mordprozess 2003 gab Durst zu, Black beim Streit um eine Pistole (nach eigenen Angaben alkoholisiert und in Notwehr) getötet und die Leiche zerstückelt und im Meer versenkt zu haben. Die Geschworenen sprachen ihn damals frei.
Bezüglich seiner Aussage in der Drehpause der Fernsehdokumentation 2015 zu den Morden gab er an, währenddessen unter dem Einfluss von Drogen gestanden zu haben. Der Serienregisseur Andrew Jarecki hatte mit einem handgeschriebenen Briefumschlag auch Beweismaterial abgegeben. Im September 2021 wurde Durst von den Geschworenen wegen Mordes (First Degree Murder) an Susan Berman schuldig gesprochen und am 14. Oktober 2021 zu einer lebenslangen Freiheitsstrafe verurteilt ohne Möglichkeit, später die Strafe zur Bewährung auszusetzen. Sie begründeten diese Entscheidung damit, dass er Berman aufgelauert und sie durch den Mord als Zeugin zum Schweigen gebracht habe. Laut Anklage unterstützte Berman ihn zuvor dabei, die Tötung seiner ersten Ehefrau zu vertuschen.

## Film und Dokumentation
Robert Durst inspirierte etwa 2010 Andrew Jarecki zu dem Film All Beauty Must Die.
Im Jahr 2015 produzierte der US-amerikanische Bezahlsender HBO eine Dokumentationsserie mit dem Namen Der Unglücksbringer: Das Leben und die Tode des Robert Durst (Originaltitel: The Jinx: The Life and Deaths of Robert Durst, ebenfalls von Jarecki), die interaktiv die Geschichte um Robert Durst von dessen Anfängen als Immobilienmogul bis hin zu seinen zahlreichen Anschuldigungen, Festnahmen und Gerichtsverhandlungen beschreibt und dabei abwechselnd schauspielerische Aufbereitungen, erzählerische Erläuterungen, Interviews mit ihm und Bekannten sowie originale Video- und Tonaufnahmen verwendet. Die Serie gewann unter anderem zwei Emmys.